# A Pedra Mágica
Shorts (bra/prt: A Pedra Mágica) é um filme emiradense-estadunidense de 2009, dos gêneros aventura e comédia, dirigido por Robert Rodriguez.

## Elenco
- Jimmy Bennett ..... Tobby Thompson
- Leslie Mann ..... Jane Thompson
- Kat Dennings..... Stacey Thompson
- Jon Cryer ..... Bill Thompson
- James Spader..... Sr. Black
- Jolie Vanier ..... Hellvetica Black
- William H. Macy.....Dr. Noseworthy
- Leo Howard..... Laser Short
- Jonathan Breck..... segurança do senhor Black
- Devon Gearhart.....Cole Black
- Rebel Rodriguez.....Lug Short
- Trevor Gagnon.....Loogie Short